# Divide (Colorado)
Pour les articles homonymes, voir Divide.
Divide est une census-designated place située dans le comté de Teller (Colorado).
La population était de 127 habitants en 2010.
On y trouve à proximité un parc zoologique: le Colorado Wolf and Wildlife Center.